# Бойко Олександр Олександрович
Олекса́ндр Олекса́ндрович Бо́йко (нар. 3 грудня 1981, м. Вознесенськ, Миколаївська область, Українська РСР — пом. 3 червня 2017, с. Катеринівка, Попаснянський район, Луганська область, Україна) — український військовослужбовець, розвідник, спецпризначенець, полковник (посмертно) Національної гвардії України, заступник командира Загону спецпризначення «Вега-Захід».

## Життєпис
Народився 1981 року в місті Вознесенську на Миколаївщині. Закінчив Вознесенську загальноосвітню школу № 7. 1999 року вступив до Одеського інституту сухопутних військ, 2004-го отримав диплом за кваліфікацією «Інженер з експлуатації та ремонту ракетно-артилерійського озброєння».

### Військова кар'єра, бойовий шлях
2004 року розпочав службу на посаді інженера реактивного артилерійського дивізіону бригадної артилерійської групи 24-ї окремої механізованої бригади, м. Яворів. З 2004 по 2005 — заступник командира гаубичної самохідно-артилерійської батареї з озброєння гаубичного самохідно-артилерійського дивізіону 53-ї бригадної артилерійської групи 24-ї механізованої бригади.
З березня 2005 протягом 10 років проходив службу у 8-му окремому полку спеціального призначення, в/ч А0553, м. Хмельницький, на посадах командира групи спецпризначення загону спеціального призначення, помічника начальника служби ракетно-артилерійського озброєння технічної частини. З 2012 — старший офіцер розвідувально-інформаційного відділення штабу полку.
З початком російської збройної агресії проти України з 2014 року у складі 8-го полку спецпризначення виконував завдання на території проведення антитерористичної операції на Сході України. Брав участь у прориві блокади Луганського аеропорту.
У квітні 2015 перейшов на службу в Національну гвардію — у щойно реформований загін спецпризначення, який був переведений до Івано-Франківська і розташований на базі 50-го полку НГУ, в/ч 1241. Обійняв посаду заступника командира загону — командира 2-ї розвідувально-пошукової групи спецпризначення окремого загону спецпризначення «Вега-Захід» Західного ОТО НГУ. Переїхав із сім'єю в Івано-Франківськ.
У період з 2014 по 2017 неодноразово перебував у зоні проведення АТО, виконував бойові завдання щодо проведення розвідувально-пошукових заходів, ведення спеціальної розвідки, як безпосередньо на лінії зіткнення, так і в районах, де проводились оперативно-профілактичні заходи щодо незаконних збройних формувань. Зокрема, затримав російського офіцера-розвідника, який діяв на боці незаконних збройних формувань, виявив місце дислокації ворожого польового табору на 1500 осіб. 30 квітня 2017 вже у п'ятий раз виїхав на Схід, — в Луганську область.

### Обставини загибелі
3 червня 2017 року о 6:00 розвідувальна група у складі 6 чоловік на чолі з підполковником Бойком вийшла з міста Золоте на завдання. Поблизу села Катеринівка та окупованого міста Первомайськ, група розвідників потрапила під вогонь противника. Це сталося поблизу залізничної станції Садовий, у лісопосадці біля Кабанячого поля. Близько 17:00 група повернулась в розташування 24-ї механізованої бригади в Золоте. За словами бійців, під час бою о 10:28 командир дістав численні кульові поранення, йому намагались надати першу медичну допомогу, але він помер. Евакуювати тіло не вдалось через обстріли. Пізніше, повернувшись на місце бою, його не знайшли.
4 червня на щоденному брифінгу речник Міноборони з питань АТО Олександр Мотузяник повідомив, що один із загиблих напередодні — військовослужбовець Нацгвардії.
Обставини смерті з'ясовує слідство. Розслідування проводить військова прокуратура сил АТО за письмовою заявою дружини. У справі фігурують фото і відео, що відзняті бійцями на місці події.

### Пошуки
На місце, за вказаними бійцями координатами, виходили кілька пошукових груп, знайшли лише предмети екіпірування. З боку терористів не було публічних заяв, що вони знайшли тіло, або взяли у полон українського офіцера.
Дружина підполковника Світлана Бойко, розмовляла зі співслужбовцями і командуванням частини чоловіка, їздила у Київ, письмово зверталась до керівництва Нацгвардії, ЗСУ, СБУ, прокуратури, через соцмережі та ЗМІ просила про допомогу. Вірила, що чоловік живий і боролась за нього. Справа набула суспільного резонансу, вийшло кілька статей та відеосюжетів у місцевих та центральних ЗМІ.
Наприкінці червня в прес-службі Нацгвардії повідомили, що за непідтвердженими даними офіцер утримується одним із терористичних підрозділів, спроби вирішити питання щодо обміну та передачі підполковника Бойка не призвели до позитивних результатів, до пошуку долучені представники громадських організацій.
21 липня біля Адміністрації Президента України пройшла акція з вимогою знайти зниклого в АТО розвідника Олександра Бойка. Дружину офіцера запросили в приймальню АП, де пообіцяли посприяти пошукам.
12 серпня в МВС повідомили, що тіло загиблого знайдене і доправлене у Сєвєродонецьк. В коментарі «Громадському радіо» керівник групи з обміну полоненими «Патріот» Олег Котенко зазначив, що це була не передача тіла з боку бойовиків, а тіло підполковника знайшли представники пошукової групи: «Його знайшли в „зеленці“. Ймовірно там, де він загинув».
19 серпня з офіцером прощались в Хмельницькому на майдані Незалежності. Сотні хмельничан під вигуки «Героям слава!» на колінах провели в останню путь військовослужбовця. Похований на Алеї Почесних поховань кладовища у мікрорайоні Ракове міста Хмельницький.
16 серпня посмертно присвоєне військове звання полковника.
Залишились батьки у Вознесенську, старша сестра, дружина Світлана, 6-річна донька Ангеліна.

## Нагороди та звання
- Орден «За мужність» III ступеня — за особисту мужність і самовіддані дії, виявлені у захисті державного суверенітету та територіальної цілісності України, зразкове виконання військового обов'язку (02.09.2017, посмертно)[12].
- Почесна відзнака Хмельницької міської громади «Мужність і відвага» (20.09.2017, посмертно)[13].
- Звання «Почесний громадянин міста Хмельницького» (20.09.2017, посмертно)[14].
- 19 квітня 2019 року рішенням Вознесенської міської ради разом з іншими вознесенцями, що загинули в АТО, він був удостоєний звання Почесного громадянина міста Вознесенська[15].